# Kolónes
Kolónes (Kolones) är en ort i Grekland.   Den ligger i prefekturen Nomós Piraiós och regionen Attika, i den sydöstra delen av landet, 26 km väster om huvudstaden Aten. Kolónes ligger 38 meter över havet och antalet invånare är 153. Den ligger på ön Salamis.
Terrängen runt Kolónes är kuperad norrut, men åt sydväst är den platt. Havet är nära Kolónes söderut.  Närmaste större samhälle är Pireus, 18,3 km öster om Kolónes. 